# Callitris macleayana
Callitris macleayana é uma espécie de conífera da família Cupressaceae.
Apenas pode ser encontrada na Austrália.